# 贝妮代塔·皮拉托
贝妮代塔·皮拉托（義大利語：Benedetta Pilato，2005年1月28日—）生于塔兰托，是一名意大利女子游泳运动员，主攻蛙泳。2019年，她以14岁6个月的年龄首次出战游泳世锦赛，取代费代丽卡·佩莱格里尼成为游泳世锦赛历史上参赛年龄最小的意大利选手。在该届世锦赛期间，她首先在女子50米蛙泳预赛上打破国家纪录，成为首位在该项目上游进30秒的意大利选手。之后，她在同一小项决赛中以30秒的成绩摘银。